# Fourrure de loutre

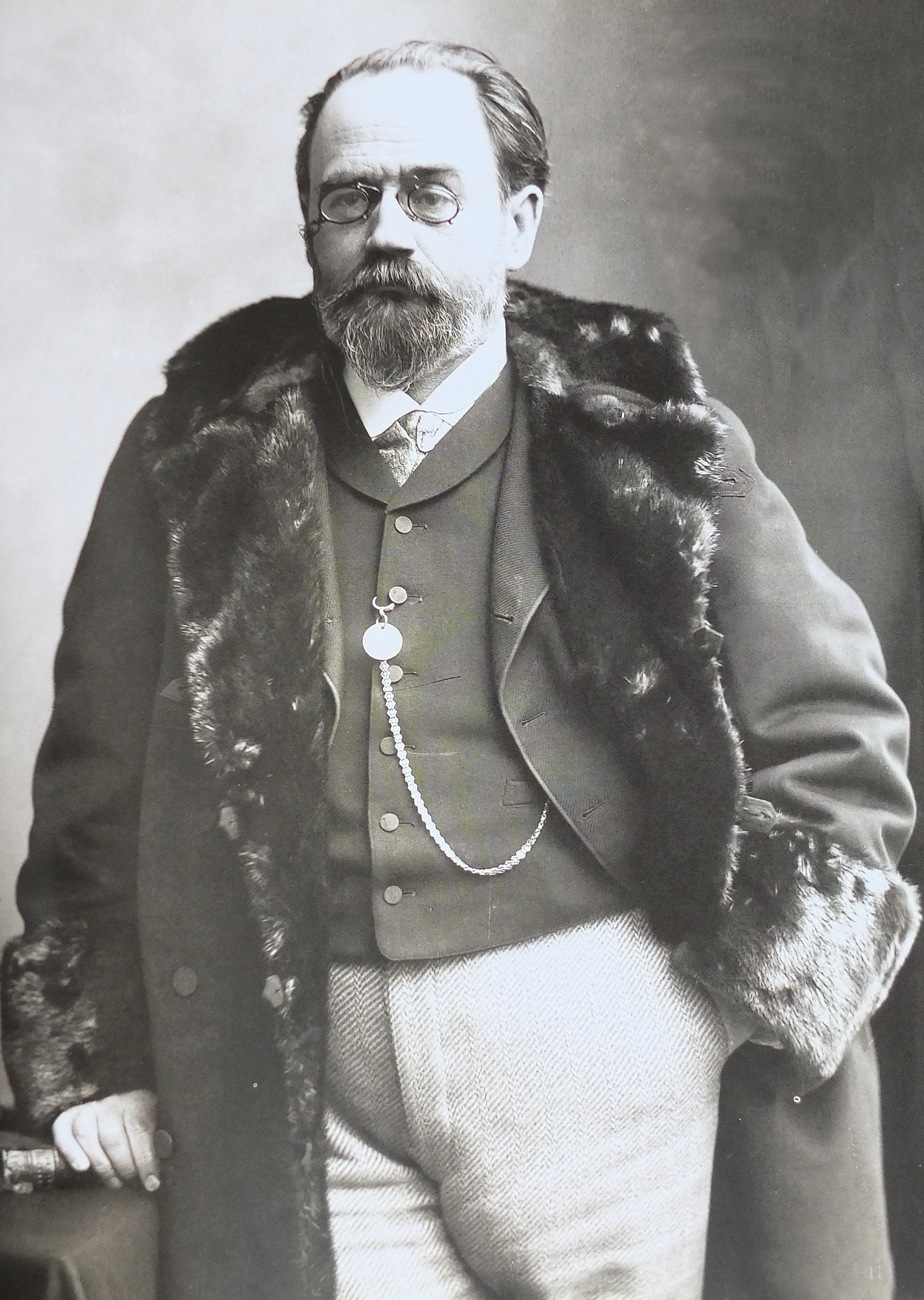
Émile Zola en, avec des garnitures au collet et au manches faites de loutre nord-américaine (1895)

La fourrure de loutre est le pelage de la loutre apprêté principalement pour être utilisé dans l'habillement. Elle est considérée comme la plus durable des fourrures.

## Description
Dans un classement des animaux à fourrure par finesse de poils, celle de la loutre est fine.

## Histoire

### Amérique du Nord
La Compagnie de la Baie d'Hudson et Annings Ltd, Londres font un tri comme suit :
- Tradition : LS (lac Supérieur) et MR (Moose River), Alaska, USA, Scandinavie
- Tailles : XX grandes (plus de 40 pouces) X Large (38-40 pouces), grand (36 à 38 pouces), medium large (34-36 pouces), moyen (32 à 34 pouces), de petite taille (moins de 32 pouces)
- Qualités : foncée, moyenne, pâle

Les peaux sont livrées avec les poils à l'intérieur.